# ارزگانی (هزاره)
ارزگانی قبیله‌ای از مردم هزاره هستند. آنها عمدتاً در ولایت‌های کنونی ارزگان و دایکندی کنونی ساکن هستند.

## تاریخ
جنگ ارزگان در سال ۱۸۹۳ بین هزاره‌ها و افغان‌ها (پشتون‌ها) در ارزگان صورت کرفت. پس از آن، با شکست هزاره‌ها، ارزگانی‌ها توسط عبدالرحمن قتل‌عام و از ارزگان خارج شدند و قبایل افغان یا پشتون در ارزگان ساکن شدند. ارزگانی‌ها بیشتر به ایران و هند بریتانیایی (کویته) مهاجرت کردند. در سال ۱۹۰۰ (میلادی) فرزند عبدالرحمن حبیب‌الله خان از هزاره‌ها خواست تا به کشور برگردند ولی عده کمی از آنان بازگشتند و در ترکستان و بلخ مسکن‌گزین شدند، به دلیل اینکه زمین‌های قبلی‌شان را از دست داده بودند.